# Najeeb Michaeel
Najeeb Moussa Michaeel O.P., né le 9 septembre 1955 à Mossoul (Irak), est un prélat catholique chaldéen irakien. Il est nommé archevêque chaldéen de Mossoul par le pape François le 22 décembre 2018.

## Biographie
Najeeb Moussa Michaeel naît et grandit dans une famille chaldéenne à Mossoul,. Il ressort diplômé de l'Institut supérieur du pétrole de Bagdad et devient ingénieur.
Il entre dans l'ordre des Dominicains et effectue son noviciat à Lille et Strasbourg, en France. Il professe ses vœux le 4 décembre 1981 et est ordonné prêtre le 16 mai 1987 par Pierre Claverie, évêque d'Oran (Algérie). Il obtient un diplôme de théologie pratique et de communication, ainsi qu'une maîtrise de théologie catholique.
Le 1er janvier 1988, il devient archiviste au couvent des dominicains de Mossoul, en Irak. Le 9 septembre 1990, il devient directeur-fondateur du Centre numérique des manuscrits orientaux de Mossoul. Le 10 mars 2001, il rejoint la commission œcuménique des évêques de Ninive. Plus tard, il étudie la théologie pastorale et la communication à Babel College à Bagdad. En 2007, il se réfugie à Qaraqoch, dans la plaine de Ninive, en raison de la persécution de chrétiens à Mossoul,.
Lors de l'arrivée de l'État islamique à Mossoul dans la nuit du 6 au 7 août 2014, Najeeb Moussa Michaeel part se réfugier à Erbil, au Kurdistan irakien, en emportant environ 800 manuscrits datés du XIIIe au XIXe siècle, qu'il transportait de Qaraqoch vers Mossoul,,. Durant sa période de refuge, il numérise ces manuscrits et vient en aide aux chrétiens réfugiés dans la plaine de Ninive. Les documents sauvés sont plus tard exposés aux Archives nationales et à l'Institut du monde arabe à Paris, ainsi qu'en Italie. Parmi ces manuscrits se trouvaient des textes de spiritualité chrétienne et musulmane écrits en araméen, syriaque, arabe et arménien. Par ailleurs, depuis 1990, Najeeb Michaeel contribue à la sauvegarde de 8 000 autres manuscrits et 35 000 documents de l'Église d'Orient.
Le synode des évêques de l’Église catholique chaldéenne élit Najeeb Moussa Michaeel archevêque chaldéen de Mossoul, un poste de facto vacant depuis l'arrivée de l'État islamique en 2014. Le pape François confirme cette élection le 22 décembre 2018.

## Œuvre
- Père Michaeel Najeeb, avec Romain Gubert, Sauver les livres et les hommes, Grasset, 177 p. (présentation en ligne, lire en ligne)[5],[2]

### Autres articles de presse
- Victoria Gairin, « Père Najeeb, l'homme qui rend les livres "immortels" », Le Point,‎ 11 octobre 2017 (lire en ligne).
- Sophie Eychenne, « Père Najeeb : "Sauvons les chrétiens d’Orient et leur mémoire" », Le Monde des Religions,‎ 4 mai 2016 (lire en ligne).